# Universidade de Aberdeen

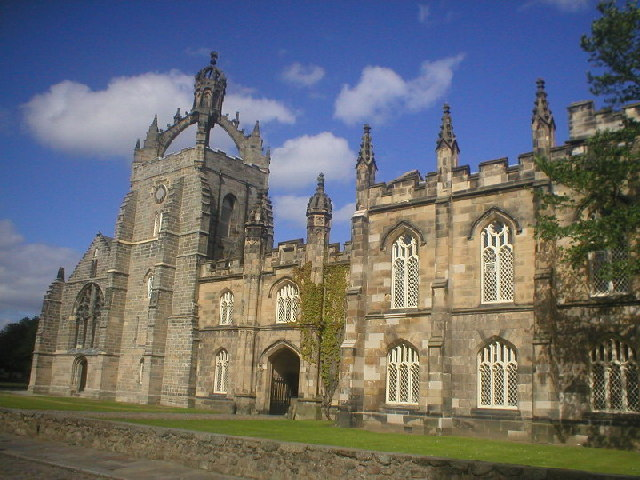
King's College

A Universidade de Aberdeen está localizada na cidade do mesmo nome, Aberdeen, na Escócia. Fundada pelo bispo William Elphinstone sob a autoridade de uma bula obtida entre 1494 e 1495, a Universidade de Aberdeen é a terceira universidade mais antiga da Escócia e a quinta universidade mais antiga do mundo anglo-saxónico. A universidade conta com 5 prémios nóbel e foi eleita em 2019, pela revista Times, a universidade escocesa do ano.

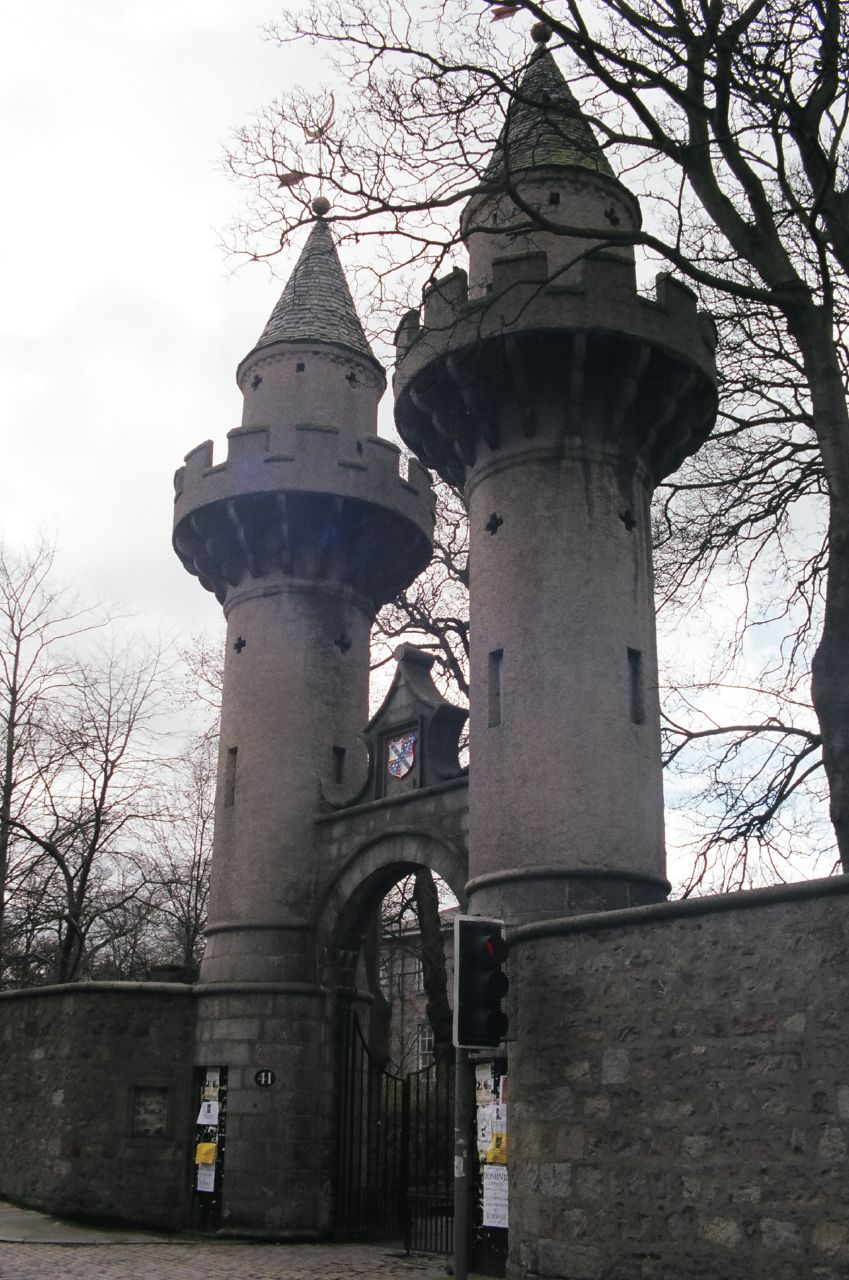
The Powis Gate

Conta com licenciaturas em artes e teologia; ciências naturais; medicina clínica; ciências sociais; economia; engenharia, matemáticas e direito. O Instituto de Ecologia Terrestre e diversos Institutos de pesquisa agrícola, estão afiliados com a Universidade.